# Island i Eurovision Song Contest 2012
Island deltog i Eurovision Song Contest 2012 i Baku i Azerbajdzjan. De valde sin artist och låt genom sin årliga nationella uttagning Söngvakeppni Sjónvarpsins. Uttagningen bestod av tre semifinaler den 14, 21 och 28 januari 2012, följt av en final den 11 februari. 50% telefonröster och 50% jury användes för att få fram resultaten i alla tävlingar.

## Uttagningen
Bidrag kunde skickas in mellan början av september fram till den 10 oktober 2011. Alla bidragen i den nationella finalen var tvungna att framföras på isländska. Totalt skickades det in 164 bidrag till tävlingen. Först meddelades det att man endast skulle ha en final och inga semifinaler, men detta ändrades sedan till tre semifinaler följt av en final. Totalt 15 bidrag delades upp i de tre semifinalerna så det blev 5 i varje. Två från varje semifinal tog sig vidare till finalen. Den 23 november avslöjades namnen på de som skrivit de 15 låtarna. Mellan den sista semifinalen och finalen visades den 3 februari en genomgång av finalbidragen. Förutom de 6 bidrag som tog sig vidare till finalen valdes ett wildcard ut från de som inte tagit sig vidare och därmed deltog 7 bidrag i finalen.

### Första semifinalen
Den 9 januari släpptes låtarna som skulle delta i den första semifinalen. Semifinalen gick av stapeln den 14 januari. De som gick vidare till finalen var låtarna "Mundu eftir mér" och "Stattu upp".
|   | Artist               | Sång                 | Låtskrivare                                  |
| - | -------------------- | -------------------- | -------------------------------------------- |
| 1 | Íris Hólm            | "Leyndarmál"         | Sveinn Rúnar Sigurðsson, Þórunn Erna Clausen |
| 2 | Fatherz'n'sonz       | "Rýtingur"           | Gestur Guðnason, Hallvarður Ásgeirsson       |
| 3 | Gréta Salóme & Jónsi | "Mundu eftir mér"    | Gréta Salome Stefánsdóttir                   |
| 4 | Blár opal            | "Stattu upp"         | Ingólfur Þórarinsson, Axel Atlason           |
| 5 | Heiða Ólafsdóttir    | "Við hjartarót mína" | Árni Hjartarson                              |

### Andra semifinalen
Den 16 januari släpptes låtarna som skulle delta i den andra semifinalen. Semifinalen gick av stapeln den 21 januari. De som gick vidare till finalen var låtarna "Hjartað brennur" och "Hey". Låten "Stund Með þér" valdes senare ut som ett wildcard till finalen.
|   | Artist                  | Sång              | Låtskrivare                                                                                      |
| - | ----------------------- | ----------------- | ------------------------------------------------------------------------------------------------ |
| 1 | Guðrún Árný Karlsdóttir | "Minningar"       | Valgeir Skagfjörð                                                                                |
| 2 | Ellert Jóhannsson       | "Ég Kem Með"      | Ellert H. Jóhannsson, Mikael Tamar Elíasson                                                      |
| 3 | Regína Ósk              | "Hjartað Brennur" | María Björk Sverrisdóttir, Marcus Frenell, Fredrik Randquist, Kristján Hreinsson, Anna Andersson |
| 4 | Simbi & Hrútspungarnir  | "Hey"             | Magnús Hávarðarson                                                                               |
| 5 | Rósa Birgitta Ísfeld    | "Stund Með þér"   | Sveinn Rúnar Sigurðsson, Þórunn Erna Clausen                                                     |

### Tredje semifinalen
Den 23 januari släpptes låtarna som skulle delta i den tredje semifinalen. Semifinalen gick av stapeln den 28 januari. De som gick vidare till finalen var låtarna "Hugarró" och "Aldrei sleppir mér".
|   | Artist                            | Sång                  | Låtskrivare                                      |
| - | --------------------------------- | --------------------- | ------------------------------------------------ |
| 1 | Herbert Guðmundsson               | "Eilíf ást"           | Herbert Guðmundsson, Svanur Herbertsson          |
| 2 | Magni Ásgeirsson                  | "Hugarró"             | Sveinn Rúnar Sigurðsson, Þórunn Erna Clausen     |
| 3 | Greta Salóme, Heiða & Guðrún Árný | "Aldrei sleppir mér"  | Greta Salóme Stefánsdóttir                       |
| 4 | Svenni Þór                        | "Augun þín"           | Hilmar Hlíðberg Gunnarsson, Þorsteinn Eggertsson |
| 5 | Íris Lind Verudóttir              | "Aldrei segja aldrei" | Pétur Arnar Kristinsson                          |

### Finalen
Låten "Stund með þér" som blivit utslagen från den andra semifinalen valdes ut som ett wildcard till finalen. Finalens startordning avslöjades den 7 februari. Finalen gick av stapeln den 11 februari där de 7 bidragen framfördes. Islands representant vid Eurovision Song Contest 2010 i Oslo i Norge, Hera Björk, öppnade finalen med att sjunga tidigare vinnarlåtar från ESC. Vinnare blev Gréta Salóme & Jónsi med deras låt "Mundu eftir mér". Jónsi hade tidigare representerat Island vid Eurovision Song Contest 2004 fast den gången som soloartist.
|   | Artist                 | Sång                 |
| - | ---------------------- | -------------------- |
| 1 | Heiða & Guðrún Árný    | "Aldrei sleppir mér" |
| 2 | Magni Ásgeirsson       | "Hugarró"            |
| 3 | Rósa Birgitta Ísfeld   | "Stund með þér"      |
| 4 | Simbi & Hrútspungarnir | "Hey"                |
| 5 | Regína Ósk             | "Hjartað brennur"    |
| 6 | Blár Ópal              | "Stattu upp"         |
| 7 | Gréta Salóme & Jónsi   | "Mundu eftir mér"    |

## Vid Eurovision
Island deltog i den första semifinalen den 22 maj. Där hade de det otursförföljda startnumret 2. De tog sig vidare till finalen som hölls den 26 maj. Där hade de startnummer 7. De hamnade på 20:e plats med 46 poäng. Island fick poäng från 10 av de 41 röstande länderna. Det högsta de fick från ett och samma land var 7 poäng från Finland.